# Casa Roviralta
La casa Roviralta, també coneguda com el Frare Blanc, és un edifici situat a l'avinguda del Tibidabo, 31 de Barcelona, catalogat com a bé cultural d'interès local.

## Història
Francesc Solernou i Vallès (†1834) era un indià de Manresa, que es va casar amb María Guadalupe Fernández, natural de Veracruz (Mèxic), amb qui tingué tres fills: Francesc, Manuel i Josepa. El 1822, durant el Trienni Liberal, va adquirir en subhasta pública la finca de Torre Gomis (no confondre amb Can Gomis) o Frare Blanc, pertanyent al suprimit col·legi dels dominics. El seu marmessor i tutor dels seus fills menors d'edat Antoni Fons i Palmerola en va prendre possessió el 1835.
El 1847, el seu primogènit Francesc, en nom seu i com a representant d'Antoni Fons, n'establí en emfiteusi a Feliu Palmerola i Grau una peça de terra de dues mujades plantada de vinya, coneguda com «La Tamarita». Poc després, els germans Solernou i Fernández van dividir l'herència del pare, i Francesc es va quedar amb la resta de la finca, i l'any següent la va vendre per 20.000 lliures al navilier Llorenç Cayol i Martí (1780-1854), sogre de Palmerola. A la seva mort, i després de diverses vendes i repartiments, passà a mans de la seva filla Josepa Cayol i Padrós (1827-1872) i el seu marit Josep Parés i Arenas (†1870).
El 1899, la família Parés i Cayol va vendre la finca per 250.000 pessetes a la societat anònima El Tibidabo, de la qual eren accionistes Salvador Andreu, Ròmul Bosch i Alsina, Romà Macaya i altres membres de la burgesia barcelonina de l'època, que hi va impulsar la construcció d'una ciutat-jardí a banda i banda d'una avinguda. El 1903, l'indià Teodor Roviralta, un altre dels accionistes, va adquirir la torre, i n'encarregà la reforma a l'arquitecte Joan Rubió i Bellver. Les obres van durar deu anys, fins al 1913, i Rubió en va respectar l'estructura, encara que hi va afegir una planta, i les façanes arrebossades de color blanc com a homenatge al Frare Blanc. El 1914 va guanyar el primer premi del concurs anual d'edificis artístics de l'Ajuntament de Barcelona.
El 1985 es va reformar l'edifici per a fer-ne un restaurant. Se'n va espectar l'estructura i els detalls modernistes i es va adaptar la distribució de la planta al nou ús, segons el projecte de l'arquitecte Antoni de Moragas i Spa i del dissenyador Miquel Milà i Sagnier.

## Descripció
És a l'origen una construcció unifamiliar aïllada amb cinc nivells (planta baixa, tres pisos i sotacoberta) distribuïts en un alçat irregular i amb una terrassa (o jardí) posterior a nivell del primer pis. El cos central, a manera de torre, és l'element més alt del conjunt (amb cinc pisos) i s'hi adossen dos cossos laterals. El més alt, que dona a l'Avinguda Tibidabo, té quatre pisos. El pis superior s'articula una galeria coberta amb una teulada a dos vessants, de la qual hem de destacar el gran voladís de maó. A cota del primer pis, cap a la banda de la terrassa posterior, hi ha un element torrejat de tres nivells (planta baixa i dos pisos) fet íntegrament en maó i que comunica a la planta baixa (mitjançant arqueries apuntades de maó) amb la dita terrassa i la galeria oberta en aquest nivell. A l'altra banda de la torre central s'adossa un volum de dos pisos que es remata amb un terrat pla transitable que configura la gran terrassa de la segona planta.
S'accedeix a l'edifici (circumdat per una barana que delimita la parcel·la on s'inscriu) mitjançant una entrada porticada. Aquest pòrtic rep un caràcter monumental per la galeria del primer pis, que al estar construïda en volada permet desenvolupar a la planta baixa un espai de gran amplitud. Construït també en maó, té una estructura molt peculiar, amb grans arcs consecutius entre el que es desenvolupen obertures que donen llum a l'espai. Aquest àmbit es cobreix amb un sostre de mosaic amb una mena de biguetes, en aquest cas de maó.
L'emblanquinat de les façanes contrasta amb els elements de maó que conformen les llindes de les portes i finestres, les balustrades i pòrtics, així com els coronaments i ràfecs. Destaca en aquest sentit la disposició dels maons, que posats de fil o de cantell, configuren elements decoratius i de suport que contrasten amb els paraments llisos. Les finestres combinen l'ús de maó a la zona de la llinda amb altres elements ceràmics policroms a l'ampit i el sòcol. Un dels elements més rellevants és la gran cornisa o ràfec de la coberta (de gran volada) possible, gràcies a la disposició dels maons en angle (creant petits triangles) que configuren una estructura uniforme. Una de les característiques més rellevants d'aquest estil de construcció es l'ús de maó vist.
Avui dia, tot l'edifici és un restaurant i encara conserva com la fusteria i les xemeneies, tot i que els àmbits més destacats (com les antigues cavallerisses de la planta baixa) ara són menjadors.
A l'interior, una gran escala dona accés al primer pis, on es desenvolupen diversos salons (actualment menjadors del restaurant) el bar, la cuina i la gran terrassa. El rebedor on aboca l'escala es configura com un espai molt diàfan gràcies a la gran alçada de la caixa de l'escala i els finestrals que, amb vidrieres de colors, donen a l'espai llum i calidesa. Destaca el gran saló obert a la façana on hi ha la entrada, que es divideix en una mena de sub-àmbit a través de tres arcades apuntades de maó. El sostre combina bigues de fusta policromades amb elements ceràmics que configuren un trencadís, repetit en altres espais de la casa. A l'àmbit destinat actualment a bar hi ha dos elements de gran rellevància en l'edifici: la xemeneia grossa i l'escala de fusta. Aquesta escala té un element en volada a la zona del replà (just a l'angle on fa el gir) que mitjançant unes columnes permet crear un entresolat en aquest espai de gran alçada. Aquesta escala condueix al segon nivell, on a més de les dependències, hi ha una escala de fusta que porta al nivells superiors. La vàlua d'aquesta escala resideix en la construcció original que resol el problema d'una escala en un espai petit i de gran alçada, mitjançant una caixa de fusta amb balustres que ofereixen seguretat sense perdre diafanitat.
La cuina és un altre dels espais més representatius, amb dos àmbits ben diferenciats gràcies a les arcs de maó; un arc rep un forn de llenya. Aquest espai, a diferència dels salons, es cobreix amb revoltó de maó de pla i biga de fusta motllurada.